# Community Shield 2025
La Community Shield 2025 fue la centésima tercera edición de la Community Shield. La disputaron el Liverpool F. C., como campeón de la Premier League 2024-25,  y el Crystal Palace, como campeón de la FA Cup 2024-25.
El Crystal Palace consiguió su primer título de Community Shield, tras vencer en la tanda de penaltis a Liverpool 3-2, tras empatar 2-2 en tiempo regular.

## Participantes
| Liverpool F. C. |  |  |  | Campeón de la Premier League (2024-25) |
| Crystal Palace  |  |  |  | Campeón de la FA Cup (2024-25)         |

## Sede del partido
El partido se jugó en el Wembley Stadium, en Londres, Inglaterra.
| Inglaterra            |         |         |         |
| Ciudad                | Estadio |         |         |
| Londres               | Wembley | Wembley | Wembley |
|                       |         |         |         |
| 90 000 espectadores   |         |         |         |
| Community Shield 2025 |         |         |         |

## Partido
| 1     | POR   | Dean Henderson       |       |
| 26    | DEF   | Chris Richards       |       |
| 5     | DEF   | Maxence Lacroix      |       |
| 6     | DEF   | Marc Guéhi           | 90+4' |
| 2     | MED   | Daniel Muñoz         |       |
| 20    | MED   | Adam Wharton         | 85'   |
| 18    | MED   | Daichi Kamada        | 29'   |
| 3     | MED   | Tyrick Mitchell      | 78'   |
| 7     | DEL   | Ismaïla Sarr         |       |
| 10    | DEL   | Eberechi Eze         |       |
| 14    | DEL   | Jean-Philippe Mateta |       |
| D. T. | D. T. | Oliver Glasner       |       |

| 1     | POR   | Alisson Becker     |     |
| 30    | DEF   | Jeremie Frimpong   |     |
| 4     | DEF   | Virgil van Dijk    |     |
| 5     | DEF   | Ibrahima Konaté    |     |
| 6     | DEF   | Milos Kerkez       | 84' |
| 17    | MED   | Curtis Jones       | 71' |
| 8     | MED   | Dominik Szoboszlai |     |
| 11    | MED   | Mohamed Salah      |     |
| 7     | MED   | Florian Wirtz      | 84' |
| 18    | MED   | Cody Gakpo         |     |
| 22    | DEL   | Hugo Ekitike       | 71' |
| D. T. | D. T. | Arne Slot          |     |

| 19 | MED | Will Hughes     | 29'   |
| 24 | DEF | Borna Sosa      | 78'   |
| 8  | MED | Jefferson Lerma | 85'   |
| 55 | DEF | Justin Devenny  | 90+4' |

| 3  | MED | Wataru Endō         | 71' |
| 10 | MED | Alexis Mac Allister | 71' |
| 19 | DEL | Harvey Elliott      | 84' |
| 26 | DEF | Andrew Robertson    | 84' |

| 17' · 77' | Jean-Philippe Mateta Ismaïla Sarr | 1:1 2:2 |

| 4' · 21' | Hugo Ekitike Jeremie Frimpong | 0:1 1:2 |

| Acierto de penal · Fallo de penal · Acierto de penal · Fallo de penal · Acierto de penal | Jean-Philippe Mateta Eberechi Eze Ismaïla Sarr Borna Sosa Justin Devenny | 1:0 2:1 3:2 |

| Fallo de penal · Fallo de penal · Acierto de penal · Fallo de penal · Acierto de penal | Mohamed Salah Alexis Mac Allister Cody Gakpo Harvey Elliott Dominik Szoboszlai | 0:0 1:0 1:1 2:1 2:2 |

| 43' · 44' · 87' | Ibrahima Konaté Florian Wirtz Mohamed Salah |

| Principal  | Chris Kavanagh   |
| Asistentes | James Mainwaring |
|            | Wade Smith       |
| Cuarto     | Tony Harrington  |
| Quinto     | Akil Howson      |

| VAR            | Paul Tierney |
| Asistentes VAR | Nick Hopton  |

|                    |     |     |
| Tiros              | 14  | 12  |
| Tiros a puerta     | 4   | 5   |
| Faltas             | 5   | 13  |
| Fueras de juego    | 4   | 3   |
| Posesión del balón | 41% | 59% |

| Alineación inicial |

| 1     | POR   | Dean Henderson       |       |
| 26    | DEF   | Chris Richards       |       |
| 5     | DEF   | Maxence Lacroix      |       |
| 6     | DEF   | Marc Guéhi           | 90+4' |
| 2     | MED   | Daniel Muñoz         |       |
| 20    | MED   | Adam Wharton         | 85'   |
| 18    | MED   | Daichi Kamada        | 29'   |
| 3     | MED   | Tyrick Mitchell      | 78'   |
| 7     | DEL   | Ismaïla Sarr         |       |
| 10    | DEL   | Eberechi Eze         |       |
| 14    | DEL   | Jean-Philippe Mateta |       |
| D. T. | D. T. | Oliver Glasner       |       |

| 1     | POR   | Alisson Becker     |     |
| 30    | DEF   | Jeremie Frimpong   |     |
| 4     | DEF   | Virgil van Dijk    |     |
| 5     | DEF   | Ibrahima Konaté    |     |
| 6     | DEF   | Milos Kerkez       | 84' |
| 17    | MED   | Curtis Jones       | 71' |
| 8     | MED   | Dominik Szoboszlai |     |
| 11    | MED   | Mohamed Salah      |     |
| 7     | MED   | Florian Wirtz      | 84' |
| 18    | MED   | Cody Gakpo         |     |
| 22    | DEL   | Hugo Ekitike       | 71' |
| D. T. | D. T. | Arne Slot          |     |

| 19 | MED | Will Hughes     | 29'   |
| 24 | DEF | Borna Sosa      | 78'   |
| 8  | MED | Jefferson Lerma | 85'   |
| 55 | DEF | Justin Devenny  | 90+4' |

| 3  | MED | Wataru Endō         | 71' |
| 10 | MED | Alexis Mac Allister | 71' |
| 19 | DEL | Harvey Elliott      | 84' |
| 26 | DEF | Andrew Robertson    | 84' |

| 17' · 77' | Jean-Philippe Mateta Ismaïla Sarr | 1:1 2:2 |

| 4' · 21' | Hugo Ekitike Jeremie Frimpong | 0:1 1:2 |

| Acierto de penal · Fallo de penal · Acierto de penal · Fallo de penal · Acierto de penal | Jean-Philippe Mateta Eberechi Eze Ismaïla Sarr Borna Sosa Justin Devenny | 1:0 2:1 3:2 |

| Fallo de penal · Fallo de penal · Acierto de penal · Fallo de penal · Acierto de penal | Mohamed Salah Alexis Mac Allister Cody Gakpo Harvey Elliott Dominik Szoboszlai | 0:0 1:0 1:1 2:1 2:2 |

| 43' · 44' · 87' | Ibrahima Konaté Florian Wirtz Mohamed Salah |

| Principal  | Chris Kavanagh   |
| Asistentes | James Mainwaring |
|            | Wade Smith       |
| Cuarto     | Tony Harrington  |
| Quinto     | Akil Howson      |

| VAR            | Paul Tierney |
| Asistentes VAR | Nick Hopton  |

|                    |     |     |
| Tiros              | 14  | 12  |
| Tiros a puerta     | 4   | 5   |
| Faltas             | 5   | 13  |
| Fueras de juego    | 4   | 3   |
| Posesión del balón | 41% | 59% |

| Alineación inicial |

| 1     | POR   | Dean Henderson       |       |
| 26    | DEF   | Chris Richards       |       |
| 5     | DEF   | Maxence Lacroix      |       |
| 6     | DEF   | Marc Guéhi           | 90+4' |
| 2     | MED   | Daniel Muñoz         |       |
| 20    | MED   | Adam Wharton         | 85'   |
| 18    | MED   | Daichi Kamada        | 29'   |
| 3     | MED   | Tyrick Mitchell      | 78'   |
| 7     | DEL   | Ismaïla Sarr         |       |
| 10    | DEL   | Eberechi Eze         |       |
| 14    | DEL   | Jean-Philippe Mateta |       |
| D. T. | D. T. | Oliver Glasner       |       |

| 1     | POR   | Alisson Becker     |     |
| 30    | DEF   | Jeremie Frimpong   |     |
| 4     | DEF   | Virgil van Dijk    |     |
| 5     | DEF   | Ibrahima Konaté    |     |
| 6     | DEF   | Milos Kerkez       | 84' |
| 17    | MED   | Curtis Jones       | 71' |
| 8     | MED   | Dominik Szoboszlai |     |
| 11    | MED   | Mohamed Salah      |     |
| 7     | MED   | Florian Wirtz      | 84' |
| 18    | MED   | Cody Gakpo         |     |
| 22    | DEL   | Hugo Ekitike       | 71' |
| D. T. | D. T. | Arne Slot          |     |

| 19 | MED | Will Hughes     | 29'   |
| 24 | DEF | Borna Sosa      | 78'   |
| 8  | MED | Jefferson Lerma | 85'   |
| 55 | DEF | Justin Devenny  | 90+4' |

| 3  | MED | Wataru Endō         | 71' |
| 10 | MED | Alexis Mac Allister | 71' |
| 19 | DEL | Harvey Elliott      | 84' |
| 26 | DEF | Andrew Robertson    | 84' |

| 17' · 77' | Jean-Philippe Mateta Ismaïla Sarr | 1:1 2:2 |

| 4' · 21' | Hugo Ekitike Jeremie Frimpong | 0:1 1:2 |

| Acierto de penal · Fallo de penal · Acierto de penal · Fallo de penal · Acierto de penal | Jean-Philippe Mateta Eberechi Eze Ismaïla Sarr Borna Sosa Justin Devenny | 1:0 2:1 3:2 |

| Fallo de penal · Fallo de penal · Acierto de penal · Fallo de penal · Acierto de penal | Mohamed Salah Alexis Mac Allister Cody Gakpo Harvey Elliott Dominik Szoboszlai | 0:0 1:0 1:1 2:1 2:2 |

| 43' · 44' · 87' | Ibrahima Konaté Florian Wirtz Mohamed Salah |

| Principal  | Chris Kavanagh   |
| Asistentes | James Mainwaring |
|            | Wade Smith       |
| Cuarto     | Tony Harrington  |
| Quinto     | Akil Howson      |

| VAR            | Paul Tierney |
| Asistentes VAR | Nick Hopton  |

|                    |     |     |
| Tiros              | 14  | 12  |
| Tiros a puerta     | 4   | 5   |
| Faltas             | 5   | 13  |
| Fueras de juego    | 4   | 3   |
| Posesión del balón | 41% | 59% |

| Alineación inicial |

| 1     | POR   | Dean Henderson       |       |
| 26    | DEF   | Chris Richards       |       |
| 5     | DEF   | Maxence Lacroix      |       |
| 6     | DEF   | Marc Guéhi           | 90+4' |
| 2     | MED   | Daniel Muñoz         |       |
| 20    | MED   | Adam Wharton         | 85'   |
| 18    | MED   | Daichi Kamada        | 29'   |
| 3     | MED   | Tyrick Mitchell      | 78'   |
| 7     | DEL   | Ismaïla Sarr         |       |
| 10    | DEL   | Eberechi Eze         |       |
| 14    | DEL   | Jean-Philippe Mateta |       |
| D. T. | D. T. | Oliver Glasner       |       |

| 1     | POR   | Alisson Becker     |     |
| 30    | DEF   | Jeremie Frimpong   |     |
| 4     | DEF   | Virgil van Dijk    |     |
| 5     | DEF   | Ibrahima Konaté    |     |
| 6     | DEF   | Milos Kerkez       | 84' |
| 17    | MED   | Curtis Jones       | 71' |
| 8     | MED   | Dominik Szoboszlai |     |
| 11    | MED   | Mohamed Salah      |     |
| 7     | MED   | Florian Wirtz      | 84' |
| 18    | MED   | Cody Gakpo         |     |
| 22    | DEL   | Hugo Ekitike       | 71' |
| D. T. | D. T. | Arne Slot          |     |

| 19 | MED | Will Hughes     | 29'   |
| 24 | DEF | Borna Sosa      | 78'   |
| 8  | MED | Jefferson Lerma | 85'   |
| 55 | DEF | Justin Devenny  | 90+4' |

| 3  | MED | Wataru Endō         | 71' |
| 10 | MED | Alexis Mac Allister | 71' |
| 19 | DEL | Harvey Elliott      | 84' |
| 26 | DEF | Andrew Robertson    | 84' |

| 17' · 77' | Jean-Philippe Mateta Ismaïla Sarr | 1:1 2:2 |

| 4' · 21' | Hugo Ekitike Jeremie Frimpong | 0:1 1:2 |

| Acierto de penal · Fallo de penal · Acierto de penal · Fallo de penal · Acierto de penal | Jean-Philippe Mateta Eberechi Eze Ismaïla Sarr Borna Sosa Justin Devenny | 1:0 2:1 3:2 |

| Fallo de penal · Fallo de penal · Acierto de penal · Fallo de penal · Acierto de penal | Mohamed Salah Alexis Mac Allister Cody Gakpo Harvey Elliott Dominik Szoboszlai | 0:0 1:0 1:1 2:1 2:2 |

| 43' · 44' · 87' | Ibrahima Konaté Florian Wirtz Mohamed Salah |

| Principal  | Chris Kavanagh   |
| Asistentes | James Mainwaring |
|            | Wade Smith       |
| Cuarto     | Tony Harrington  |
| Quinto     | Akil Howson      |

| VAR            | Paul Tierney |
| Asistentes VAR | Nick Hopton  |

|                    |     |     |
| Tiros              | 14  | 12  |
| Tiros a puerta     | 4   | 5   |
| Faltas             | 5   | 13  |
| Fueras de juego    | 4   | 3   |
| Posesión del balón | 41% | 59% |

| Alineación inicial |

|                                    |
| Bandera de Gran Londres            |
| Campeón Crystal Palace 1.er título |